# Chionactis palarostris
Chionactis palarostris là một loài rắn trong họ Rắn nước. Loài này được Klauber mô tả khoa học đầu tiên năm 1937.